# Nickerlea
Nickerlea es un género de coleópteros adéfagos de la familia Carabidae.

## Especies
Contiene las siguientes especies:
- Nickerlea aesdorsalis Sumlin, 1997
- Nickerlea distypsideroides Horn, 1899
- Nickerlea nigrilabris Sumlin, 1997
- Nickerlea sloanei (Lea, 1898)